# RIBEKA
RIBEKA（リベカ、1977年12月24日 - ）は、日本のラジオパーソナリティ・日英バイリンガルMC・インタビュアーである。大阪府出身。プラスプラス。

## 人物
中学卒業と同時にオーストラリアに渡り、アデレードで10年間学生生活を送り、2002年12月に帰国。通訳のアルバイトをきっかけにしゃべる仕事に就く。
関西にてTV/ラジオのメディアにて20本近くのレギュラー番組を経験し、2015年より関西と関東を行き来する生活を始める。6月末で関西で当時担当していた全レギュラー番組に一旦終止符を打ち、本格的に東京での仕事に重きを置く。トークショーMCやインタビューのフィールドはファッション、スポーツ、音楽業界のみならず医学会や国際会議に至る。タイガーウッズ来日時のトークショーを続けて担い、ラグビーW杯ではスタジアムMCとして声を届ける。G20の国際カンファレンスでもバイリンガルでMCを務める。
野菜ソムリエ・豪州認可ワインアドバイザー・テーブルコーディネーター・コムラード オブ チーズ・ファスティングマイスターを取得、料理研究家としても活動する。

## 出演

### 現在
- インフォメーション（シューマート店内放送）
- HITS ONE powered by Billboard JAPAN（i-dio）

### 過去

#### ラジオ
Kiss-FM KOBE→Kiss FM KOBE
- Empire Countdown
- Breaden Presents 超越 A GOGO!!
- JTB旅物語 presents KOBE Cruising Café
- 4 SEASONS
- Kiss Music Presenter
- Alohe食堂

FM COCOLO
- KANSAI TODAY 765
- Color of BORNEO
- Truly MALAYSIA

その他
- Satarday Sports Bar（FM大阪）
- ノムラでノムラだ♪（MBSラジオ）
- SNOW STATION（ラジオ関西）

#### テレビ
- 真夜中市場〜ハイヒールの眠れない夜〜（関西テレビ）
- The Hit（サンテレビ）